# Nathalie Colin-Oesterlé

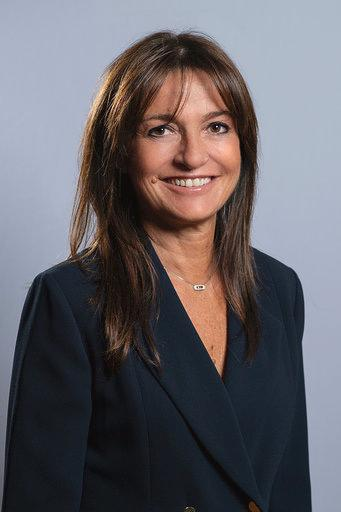
Nathalie Colin-Oesterlé (2019)

Nathalie Colin-Oesterlé (* 5. Mai 1965 in Ollioules, Département Var) ist eine französische Politikerin (Les Centristes). Sie ist seit 2019 Mitglied des Europäischen Parlaments.

## Werdegang
Colin-Oesterlés Vater ist der Politiker Daniel Colin, der Kommunalpolitiker in Toulon und UDF-Abgeordneter in der Nationalversammlung war. Sie studierte Rechtswissenschaft an der Universität Panthéon-Assas (Paris II) und schloss mit zwei DESS-Titeln, in Notarrecht und Immobilienrecht, ab. Anschließend zog sie nach Metz.
2001 wurde sie in den Stadtrat von Metz und 2010 in den Regionalrat von Lothringen gewählt. 2009 war sie Vorsitzende des Parteiverbands des Nouveau Centre im Département Moselle. Sie stand bei der Europawahl 2009 auf Platz 6 der UMP-Liste im Wahlkreis Ostfrankreich, was jedoch nicht genügte, um in das Europäische Parlament einzuziehen. Seit 2015 ist sie Vizepräsidentin des Départementrats von Moselle.
Bei der Europawahl 2019 zog sie auf der Liste Les Républicains–Les Centristes ins Europäische Parlament ein. Dort sitzt sie in der christdemokratischen EVP-Fraktion, ist Mitglied im Ausschuss für Umweltfragen, öffentliche Gesundheit und Lebensmittelsicherheit und Delegierte für die Beziehungen zu Israel sowie in der Parlamentarischen Versammlung der Union für den Mittelmeerraum.
Sie ist verheiratet und Mutter dreier Kinder.